# نینشار
نینشار (سومری: 𒀭𒊩𒌆𒊬، dNIN.SAR؛ نیز Nin-nisig) الهه‌ای بین‌النهرینی بود و معمولا با تهیه گوشت مربوط است.

## نام
خوانش نام او در خط میخی (به صورت NIN.SAR) در ابهام باقی مانده است. ویلفرد لمبرت خوانش درست را نینشار می‌داند. اندرو ر. جرج نیز این نظر را می‌پذیرد.

## پرستش
در دوره آغازین دودمانی بین‌النهرین، نینشار در شهرهای مختلف پرستش می‌شد، مانند نیپور و شوروپاک. مرکز اصلی آیین او در آن دوره، آب.ناگار بود. او معبدی نیز در دولت لاگاش داشت که اوروکاگینا احتمالا در گیرسو آن را ساخته بود.

## اساطیر
در اسطوره انکی و نینماه نینشار در میان هفت دستیار الههٔ نام‌بخش دیده می‌شود؛ شش نفر دیگر عبارتند از نینیما، شوزیانا، نینموگ، نینمادا، مامودو و نینیگینا. در متن‌های دیگر، آنها با همدیگر ظاهر نمی‌شوند. با این حال، در این اسطوره، گروهی با عنوان شاسوراتو توصیف می‌شوند که اصطلاحی برای اشارهٔ جمعی به دستیاران نینماه است.
در انکی و نینهورساگ، او دختر خداییان نامبخش است و خود نیز مادر نینکورا می‌شود.
در متنی به نام آجر اول، که در طی بازسازی معبد به عنوان وِردی خوانده می‌شد، نینشار در فهرست خداییانی قرار گرفته که توسط ائا از گِل ایجاد شده است تا کالاهایی را برای انسان فراهم کند که به نوبه خود می‌توانستند به خدایان عرضه کنند.
در بخشی از افسانه‌ای که از ابو صلابیخ شناخته شده است، نینشار در حالی که نینکاسی آبجو درست می‌کند، گاو و گوسفند را ذبح می‌کند.